# يوسف بلايلي
محمد يوسف بلايلي (مواليد 14 مارس 1992 بمدينة وهران)؛ هو لاعب كرة قدم جزائري في مركز وسط ميدان هجومي. لعب لصالح فريق مولودية وهران واتحاد الجزائر والترجي الرياضي التونسي والأهلي السعودي ومولودية الجزائر.

## الإنجازات

### الألقاب

#### المنتخب الجزائري
- كأس أمم افريقيا (1) : 2019[11]
- كأس العرب (1) : 2021

#### الترجي
دوري أبطال افريقيا (2) 2018  2019
دوري أبطال افريقيا الوصيف : 2012
الدوري التونسي (4) : 2012 2014 2018 2019
كأس السوبر التونسي (1) : 2019 
كأس السوبر الافريقي الوصيف (2) : 2019 2020

#### اتحاد الجزائر
دوري أبطال افريقيا الوصيف : 2015 

## وصلات خارجية
- يوسف بلايلي على موقع إي إس بي إن إف سي (الإنجليزية)
- يوسف بلايلي على موقع قاعدة بيانات كرة القدم.إي يو (الإنجليزية)
- يوسف بلايلي على موقع ليكيب (الفرنسية)
- يوسف بلايلي على موقع ناشيونال فوتبول تيمز (الإنجليزية)
- يوسف بلايلي على موقع Soccerbase.com (لاعب) (الإنجليزية)
- يوسف بلايلي على موقع Soccerway.com (الإنجليزية)
- يوسف بلايلي على موقع عالم كرة القدم.نت (الإنجليزية)
- يوسف بلايلي على موقع AS.com (الإسبانية)